# Kroatiska våren

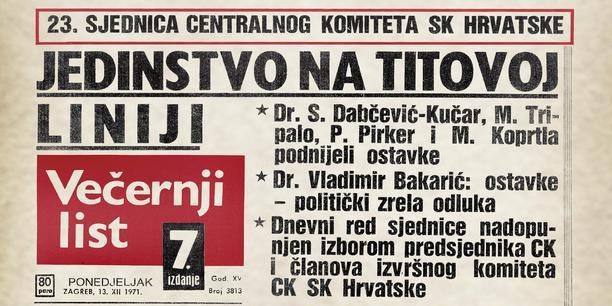
Večernji list från den 13 december 1971 tillkännager att ledarskapet för SKH, kommunistpartiets kroatiska avdelning, avgår.

Den kroatiska våren (hrvatsko proljeće, även kallad masovni pokret eller MASPOK för "massrörelse") var en politisk rörelse under det tidiga 1970-talet. Den krävde fler rättigheter för delrepubliken Kroatien som då var en del av Jugoslavien.
Det hela sattes i gång av en grupp inflytelserika kroatiska poeter och lingvister, vilka publicerade en deklaration relaterad till det kroatiska litteraturspråket 1967. Efter 1968 ledde detta dokuments patriotiska mål till ytterligare krav på rättigheter för Kroatien och nu började stödet växa på gräsrotsnivå. Många studenter började aktivt uttrycka sitt stöd för rörelsens sak.
Ett av huvudkraven var medborgerliga rättigheter för det kroatiska folket samt rätten att få uttrycka stolthet över sin nationalitet. Detta irriterade Titos kommunistregering som hade gjort många försök att kuva och eliminera alla sådana infall och begrepp allt sedan andra världskriget med fruktan för allvarliga störningar av stabiliteten och en eventuell upplösning av nationen på grund av etniska spänningar. Förbud mot nationalistiska symboler instiftades i syfte att dämpa alla fascistiska ideologiska symboler som de vilka tillämpades av kroatiska Ustaša eller serbiska Četnik. Även patriotiska sånger och seder förbjöds.
Vissa inom rörelsen uttryckte krav på decentralisering av det ekonomiska systemet, vilket skulle tillåta att mer av vinsten från turismen kunde stanna i Kroatien. Av all utländsk valuta som kom in i Jugoslavien gjorde i genomsnitt 50 procent det genom Kroatien, av vilken republiken i sig fick endast behålla 7 procent. Kroaterna protesterade även mot generella ekonomiska frågor som att regeringen inte var handlingskraftig gällande den stagnerande ekonomin och den följande emigrationen till Västeuropa.
Rörelsen organiserade demonstrationer 1971 och tusentals av Zagrebs studenter protesterade offentligt.